# Carlos Mas
Carlos Mas Samora (nacido el 8 de diciembre de 1957 en Barcelona) es un expiloto de motociclismo todo terreno español.
Fue campeón de España de Enduro durante siete años consecutivos, desde 1979 hasta 1986. A partir de 1984 comienza también a participar en competiciones de tipo Raid, destacando sus participaciones en el famoso Rally Dakar, donde llega a finalizar en segunda posición en la edición de 1990, la cual supuso la mejor clasificación de un piloto español en aquel momento. También participó en una edición como copiloto de Miguel Prieto en la categoría de coches.
Tras retirarse como piloto profesional, continuó ligado al mundo del motociclismo como organizador de competiciones.

## Palmarés
- Campeón de España de Enduro entre 1979 y 1986 (2.º en 1988 y 1989)
- 2.º en el Rally de los Faraones de 1986
- 2.º en el Rally Dakar de 1990 (4.º en 1988, 5.º en 1987)

## Resultados

### Rally Dakar
| Año                           | Categoría                   | Copiloto                    | Vehículo                    | Posición                    | Etapas                      |
| Participaciones como piloto   | Participaciones como piloto | Participaciones como piloto | Participaciones como piloto | Participaciones como piloto | Participaciones como piloto |
| ----------------------------- | --------------------------- | --------------------------- | --------------------------- | --------------------------- | --------------------------- |
| 1985                          | Motos                       | Sin copiloto                | KTM                         | 13.º                        | -                           |
| 1986                          | Motos                       | Sin copiloto                | Yamaha                      | 11.º                        | -                           |
| 1987                          | Motos                       | Sin copiloto                | Yamaha                      | 5.º                         | -                           |
| 1988                          | Motos                       | Sin copiloto                | Yamaha                      | 4.º                         | 2                           |
| 1989                          | Motos                       | Sin copiloto                | Yamaha                      | 7.º                         | 1                           |
| 1990                          | Motos                       | Sin copiloto                | Yamaha                      | 2.º                         | 1                           |
| 1991                          | Motos                       | Sin copiloto                | Yamaha                      | 6.º                         | -                           |
| 1992                          | Motos                       | Sin copiloto                | Yamaha                      | Ret.                        | -                           |
| 1994                          | Motos                       | Sin copiloto                | Cagiva                      | Ret.                        | 2                           |
| 1995                          | Motos                       | Sin copiloto                | Cagiva                      | Ret.                        | -                           |
| 1996                          | Motos                       | Sin copiloto                | Cagiva                      | Ret.                        | -                           |
| Participaciones como copiloto |                             |                             |                             |                             |                             |
| 1997                          | Coches                      | Miguel Prieto Pérez         | Mitsubishi                  | 12.º                        | -                           |
| Fuente:                       |                             |                             |                             |                             |                             |